# Myrmicocrypta triangulata
Myrmicocrypta triangulata är en myrart som beskrevs av Auguste-Henri Forel 1912. Myrmicocrypta triangulata ingår i släktet Myrmicocrypta och familjen myror.

## Underarter
Arten delas in i följande underarter:
- M. t. peruviana
- M. t. triangulata